# Єфросиненко Андрій Васильович
Андрі́й Васи́льович Єфроси́ненко (1983—2023) — український військовослужбовець, полковник, учасник російсько-української війни, Герой України (2024, посмертно).

## Життєпис
Народився 20 квітня 1973 року у місті Переславль-Залєський Ярославської області. Згодом сім'я переїхала до України. 
Після закінчення школи у 1995 році навчався в Інституті Прикордонних військ України. Службу почав у Сумському прикордонному загоні. Неодноразово виконував завдання в місці проведення АТО/ООС. 
З початком повномасштабного вторгнення повернувся до лав ДПСУ,  виконував бойові завдання на Донеччині. Продовжив службу у новоствореній бригаді «Сталевий кордон».
14 листопада 2023 прийняв свій останній бій на околицях Першотравневого Харківської області. Загинув від кульового поранення. 

## Нагороди
- Звання Герой України з удостоєнням ордена Золота Зірка (28 червня 2024, посмертно) — за особисту мужність і героїзм, виявлені у захисті державного суверенітету та територіальної цілісності України, самовіддане служіння Українському народові[2].
- Орден «За мужність» III ступеня (5 липня 2012) — за значний особистий внесок у підготовку і проведення в Україні фінальної частини чемпіонату Європи 2012 року з футболу, успішну реалізацію інфраструктурних проектів, забезпечення правопорядку і громадської безпеки під час турніру, піднесення міжнародного авторитету Української держави, високий професіоналізм[3].